# Mario Comensoli

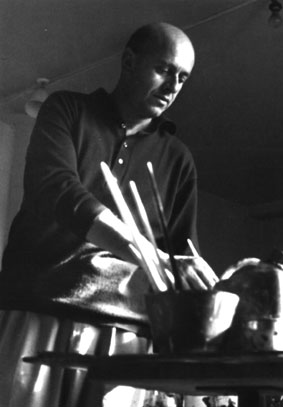
Mario Comensoli in seinem Atelier (Photo Sonya Robbiani)

Mario Pasquale Comensoli (* 15. April 1922 in Lugano; † 2. Juni 1993 in Zürich) war ein Schweizer Maler des Realismus.

## Leben
Mario Comensoli stammte aus einer italienischen Emigrantenfamilie und wuchs im Molino Nuovo auf. Nach seiner Schulzeit schlug er sich mit Gelegenheitsarbeiten und dem Verkauf von Porträts und Landschaftsbildern an Touristen durch. Im Jahr 1943 kaufte das Städtische Kunstmuseum (Museo civico di belle arti) in Lugano sein Landschaftsgemälde Piccolo Paesaggio. Comensoli erhielt dadurch ein Stipendium der Fondazione Torricelli, das ihm den Besuch von Kursen an der Kunstgewerbeschule Zürich und von Vorlesungen an der Eidgenössischen Technischen Hochschule Zürich erlaubte. 1944 lernte er Hélène Frei (1914–1994) kennen und heiratete sie später in Basel.
Bei seinen Aufenthalten in Paris machte Comensoli die Bekanntschaft mit Joan Miró, Pablo Picasso, Fernand Léger und den Brüdern Alberto und Diego Giacometti. Zu Beginn der 1950er-Jahre kam es zum intensiven Kontakt mit dem Zürcher Bildhauer Emilio Stanzani. 1953 stellte Mario Comensoli als Gast der Zürcher Kunstgesellschaft im Zürcher Helmhaus, 65 Kunstwerke aus. Die Ölgemälde, Zeichnungen und Plastiken fassten im Wesentlichen seine in Paris gesammelten Erfahrungen zusammen.
Die Kritiker schätzten seine Werke postkubistischer Prägung, aber Comensoli veränderte seinen Stil aufgrund eines polemischen Angriffs in der Pariser Wochenzeitung Les lettres françaises und unter dem Einfluss einiger linksorientierter Intellektuellen. So entstand Comensolis Bilderzyklus Lavoratori in blu, Arbeiter in Blau, eine Serie von Ölbildern, welche stets die Handwerker des Südens im Zentrum sah, die in den fünfziger Jahren auf der Suche nach Arbeit in die Schweiz ausgewandert waren und welche der Maler in blauen Arbeitskleidern und in alltäglichen Situationen darstellte.

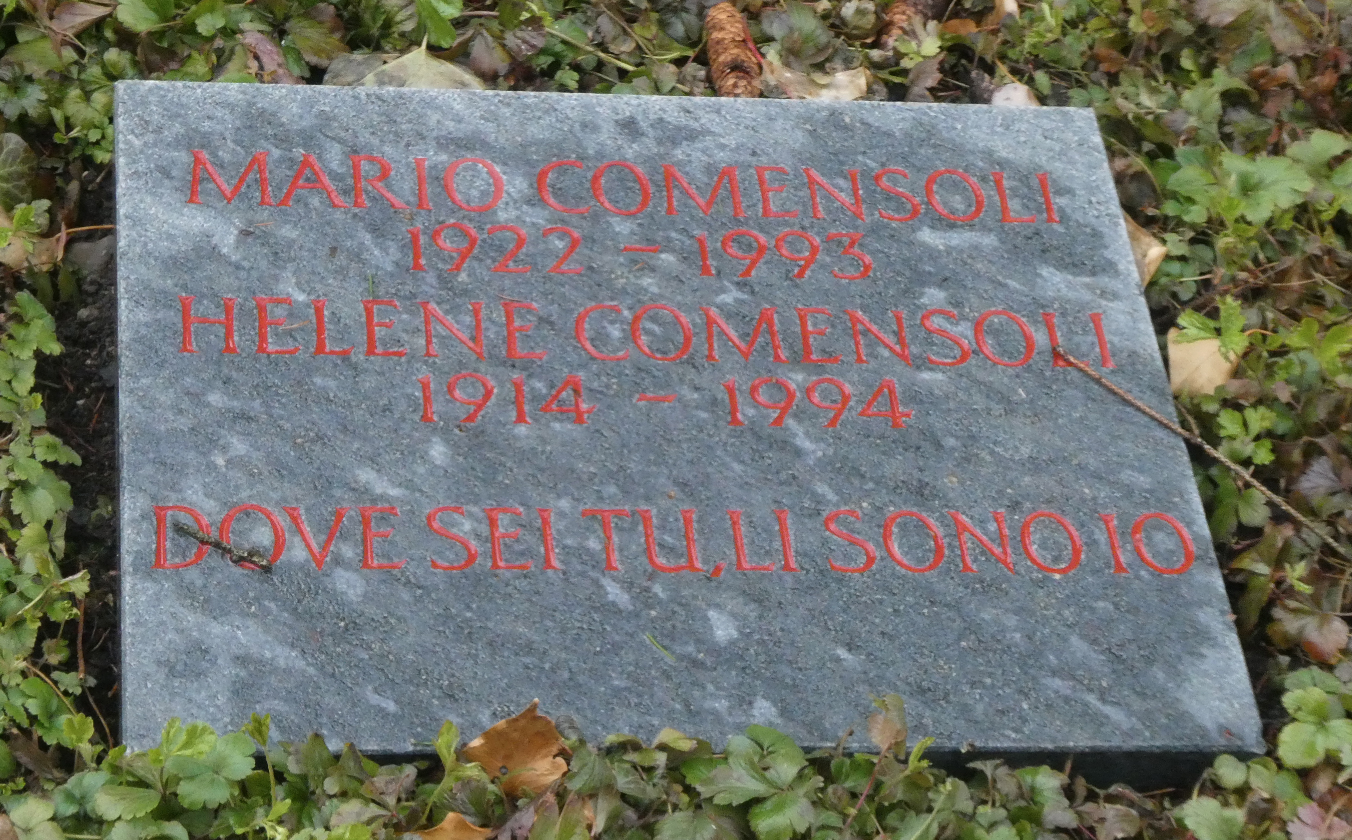
Grab auf dem Friedhof Sihlfeld

Von den Schriftstellern Carlo Levi und Saverio Strati beraten, brachte Comensoli seine Gemälde nach Rom, wo er in der «Galleria San Luca», mit dem Maler Renato Guttuso, Meister der sozialistischen Realismus in Italien, aneinandergeriet. Guttuso warf ihm einen Mangel an politischer Vision und den wenig elegischen Charakter seiner Figuren vor. Comensoli wollte jedoch kein politischer Maler sein. Sein Anliegen war die Poesie der Randfiguren der Gesellschaft zu zeigen, für ihn waren sie die neue Ästhetik.

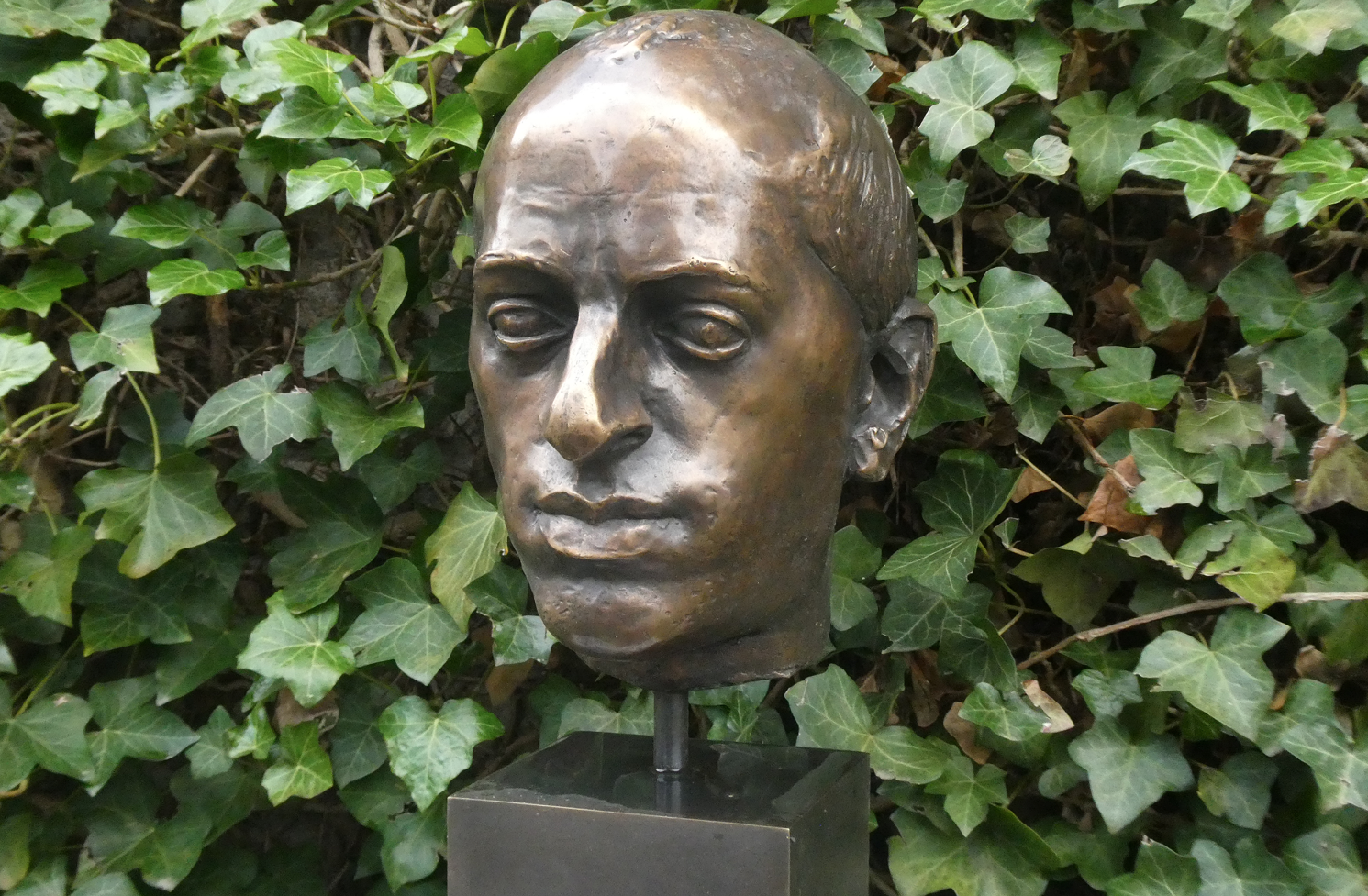
Grab auf dem Friedhof Sihlfeld

Für die solidarischen Aspekte seiner Werke wurde ihm 1970, von italienischen Emigranten in der Schweiz, der Preis «Nicolao della Flüe» überreicht, eine Auszeichnung, die er zusammen mit Max Frisch und Regisseur Alexander Seiler, entgegennahm. In jenen Jahren behandelte die Malerei von Comensoli, stets streng figurativ und dem dominanten Diktat der «Konstruktivisten» auf zürcherischem Boden gegenüber gleichgültig, die charakteristischen Themen der 68er-Proteste, mit stilistischen an die Pop-Art inspirierten Einflüssen.
Die letzte Wende im Schaffen von Mario Comensoli trat zu Beginn der 1980er-Jahre ein, als der Künstler, der die Welt der Alternativen genau beobachtete, die Szenen der Punks, der «Squatters» und der Drogensüchtigen, welche den sogenannten «Needle Park» hinter dem Zürcher Landesmuseum bevölkerten, schonungslos schilderte. Die Resultate waren bitter, geprägt von einer tiefen existentiellen Teilnahme. Unter anderem diese Bilder der «No Future-Generation» waren es, welche in der Ausstellung zu Ehren Comensolis im Zürcher Kunsthaus 1989 einem internationalen Publikum gezeigt wurden.
Mario Comensoli starb am 2. Juni 1993 im Alter von 71 Jahren an einem Herzanfall in seinem Zürcher Atelier an der Rousseaustrasse.

## Comensolis Bilderzyklen
- 1949–1951: Velofahrer
- 1957–1960: Blauen Periode bzw. Lavoratori in blue
- 1962–1969: Begegnungen
- 1968–1978: Pop Art
- 1979–1983: Discoszene
- 1983–1987: Bewegte Jugend

## Ausstellungen (Auswahl)

### Zu Lebzeiten
- 1953: Helmhaus in Zürich
- 1974: Villa Malpensata in Lugano
- 1986: Aargauer Kunsthaus in Aarau
- 1989: Kunsthaus Zürich

### Posthume Ausstellungen
- 1998: Museo d’Arte Moderna in Lugano
- 2002: Fondazione Mazzotta in Mailand
- 2003: Museo Cà la Ghironda in Bologna
- 2006: Palais de Beaulieu in Lausanne
- 2008: Pinacoteca Casa Rusca in Locarno
- 2009: Welti modern art in Zürich
- 2010: PressArt-Museum der Moderne in Salzburg
- 2011: Cinema Comensoli Vip Pavillon beim Zurich Film Festival
- 2014: Museo Civico Villa dei Cedri in Bellinzona
- 2014: Collezione Artrust in Melano (Lugano)
- 2017/2018: Bernisches Historisches Museum, «1968 Schweiz»
- 2018: Ludwig Forum in Aachen, «Flashes of the Future»'
- 2018: Kunstmuseum Olten, «Das Leben ist kein Ponyhof»
- 2019: Landesmuseum Zürich, «Geschichte Schweiz»
- 2020: Centro Comensoli, «Die Sammlung Hans Peter Salim» in Zürich
- 2020: Karl der Grosse, «120 Tage im Rausch in Zürich»
- 2021: Landesmuseum Zürich, «Frauen Rechte in Zürich»
- 2022: "La peinture du Mouvement", Centro Comensoli – Zürich
- 2022: “Gli uomini in blu”, Max Museo / Spazio Officina – Chiasso
- 2022: “Ultime opere”, Fafa Fine Art – Lugano
- 2022: ”Finale”, Valley Art – Kemptthal
- 2023: "Comensoli e la Bregaglia", Sala Viaggiatori – Castasegna
- 2023: "10. Ten years of Artrust" – Melano

## Filme
- 1962 – Ludy Kessler: Mario Comensoli
- 1968 – Mario Cortesi: Der Pinsel als Waffe
- 1998 – Mario Barino: Mario Comensoli. Pittura come omaggio alla vita
- 2003 – Mürra Zabel: Comensoli – Maler einer menschlichen Komödie
- 2011 – Dario Robbiani, Vito Robbiani, Mario Barino: Die Kapelle der Holden Widersprüche